# Biserica de lemn „Sfântul Nicolae” din Dușmani
Biserica de lemn „Sf. Nicolae” este o biserică amplasată în Dușmani, raionul Glodeni, Republica Moldova. Este un monument arhitectural de importanță națională inclus în Registrul monumentelor Republicii Moldova ocrotite de stat cu nr. 1547 (raionul Glodeni). Datează de la înc. sec. XIX.